# Tasmaneiland
Tasmaneiland (Engels: Tasman Island) is een 1,2 km² groot onbewoond eiland dat ligt tegenover Kaap Pillar in het zuidoosten van de Australische staat Tasmanië. Het eiland is een 300 meter hoge rots van doleriet. Tasmaneiland is een onderdeel van het Nationaal park Tasman. Op het eiland staan een beschermde vuurtoren uit 1906 en een onbemand weerstation.
Tasmaneiland was oorspronkelijk bebost, maar is nu alleen nog begroeid met gras en struiken. Op het eiland broedt een kolonie van 700.000 duifprions, die bedreigd worden door verwilderde katten. Andere broedvogels zijn de grauwe en dunbekpijlstormvogel. Het eiland wordt gebruikt als rustplaats door de Kaapse pelsrob en de Nieuw-Zeelandse zeebeer. Reptielen die op het eiland leven zijn de skinken Niveoscincus metallicus, Niveoscincus ocellatus, Egernia whitii en Cyclodomorphus casuarinae. De grottensprinkhaan Tasmanoplectron isolatum komt alleen op Tasmaneiland voor.